# 河越賢在
河越 賢在（かわごえ かたあき、1614年 - 没年不明）は江戸時代の地下官人・有職家。
伊勢使王・河越重忠（兼任王）の子で明経博士・舟橋秀賢と兵庫頭・河越教重の養嗣子。官位は従五位下・兵庫頭。史料によっては中原朝臣賢在とも記される。

## 概要
実父は伊勢使王を務めた河越重忠（兼任王）。舟橋秀賢の養子となった後に兵庫頭・河越教重の養嗣子となったとされるが、賢在の兵庫頭の職は外祖父の平田職広（深尾職久）から継承したものであり、賢在やその後継者である兼字が清原朝臣を自称した資料は存在しない。
元和6年（1620年）1月6日には7歳で従五位下・兵庫頭に叙任されている。